# محمد عوض (لاعب ومدرب كرة قدم)
خطأ لوا في mw.text.lua على السطر 25: bad argument #1 to 'match' (string expected, got nil).
محمد عوض عيد الشعيبات (15 سبتمبر 1939 - 20 ديسمبر 2012)، لاعب كرة قدم ومدرب أردني سابق.

## مسيرته الرياضية
بدأ مسيرته الكروية عام 1954 مع نادي الجزيرة، ثم انتقل إلى النادي الفيصلي عام 1956، حيث استمر معه حتى اعتزاله عام 1972. كانت مشاركاته مع المنتخب الأردني قد بدأت في مطلع عقد الستينات.
يُعد محمد عوض أول أردني يحرز هدفًا على ستاد عمان الدولي، وذلك في مباراة افتتاح الملعب في عام 1969 ضد المنتخب المصري. كما كان أول لاعب أردني يُخصص له مباراة اعتزال، والتي أقيمت في 14 مايو 1972.
بدأت مسيرته في مجال التدريب بعد اعتزاله في عام 1972، واستمرت حتى التسعينيات من القرن الماضي. درب خلالها النادي الفيصلي والمنتخب الأردني، وحقق مع الفريق العديد من البطولات كلاعب ومدرب. يُعتبر المدرب الوحيد الذي قاد المنتخب الأردني لتحقيق التتويج في ثلاث مناسبات: بطولة الأردن الدولية في عام 1992، ومنافسات كرة القدم في دورة الألعاب العربية لعامي 1997 و1999.
لقب بـ "شيخ المدربين الأردنيين" تقديرًا لإنجازاته وعطاءاته الرياضية.

## وفاته
توفي في 20 ديسمبر 2012 وعمره 73 عامًا وذلك أثر اصابته بمرض عضال.